# Österreichische Leo-Gesellschaft

Eine historische Rechnung des Verlages der Leo-Gesellschaft

Die Österreichische Leo-Gesellschaft war ein österreichischer Verein, der nach Papst Leo XIII. benannt war. Das Ziel des 1892 gegründeten Vereins war die Förderung von Wissenschaft und Kunst auf katholischer Basis.
Der Verein gliederte sich in 13 Sektionen wie Theologie, Philosophie, Geschichte, Naturwissenschaften und andere. Gegründet wurde er von Joseph Alexander von Helfert. Weitere Pioniere des Vereins waren F. M. Schindler, Heinrich Swoboda und Josef Maria Pernter. Helfert war auch der erste Vorsitzende. Der Verein hatte bis zu 2.000 Mitglieder, darunter Max von Ferstel und Camillo Sitte. Der Verein bestand bis 1938.

## Werke

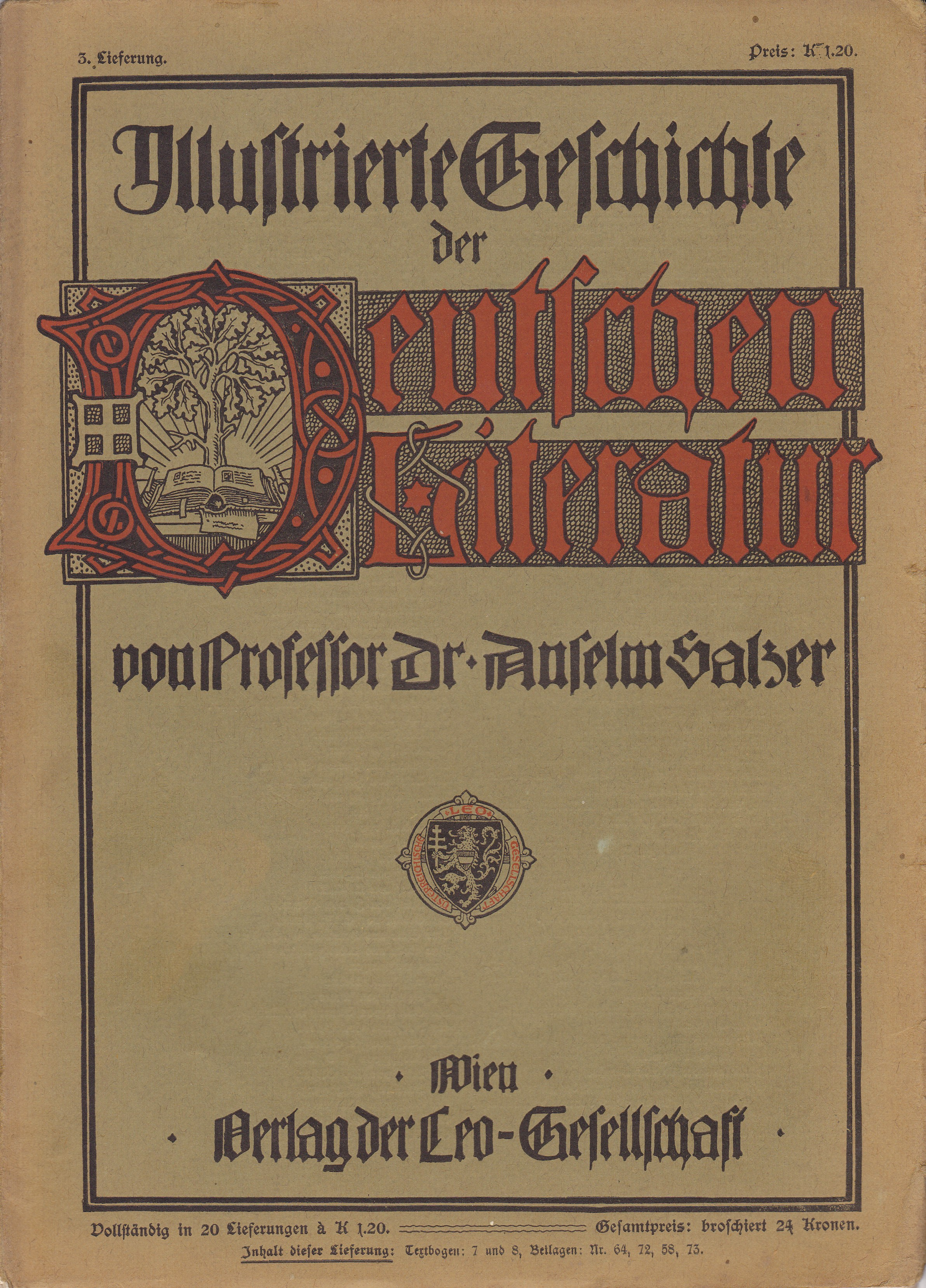
Schrift herausgegeben vom Verein um 1900

Der Verein brachte zahlreiche Schriften heraus. Von 1893 bis 1899 publizierte der Verein auch ein Jahrbuch mit insgesamt sieben Bänden. Weitere Druckwerke waren:
- Österreichisches Literaturblatt. Erscheinungsverlauf: 1.1892 – 7.1898. Verlag der Leo-Gesellschaft, Wien.[2]
- Allgemeines Literaturblatt. Erscheinungsverlauf: 8.1899 – 29.1920/21, Juli. Fromme, Wien.[3]
- Quellen und Forschungen zur Geschichte, Literatur und Sprache Österreichs und seiner Kronländer. Erscheinungsverlauf: 1.1897, 2.1896, 3.1895 – 12.1914. Herold, Wien.[4]
- Illustrierte Geschichte der deutschen Literatur Hrsg. Anselm Salzer, vierteljährlich, ab 1901
- Anselm Salzer, Eduard von Tunk: Illustrierte Geschichte der deutschen Literatur – in sechs Bänden. Naumann & Göbel, Köln 1986, ISBN 3-625-10421-0.
- Quellen und Forschungen zur österreichischen Kirchengeschichte. Styria, Graz ab 1903.[5]
- Die Kultur. Jahrbuch für Wissenschaft, Literatur und Kunst. (Zusatz zum Sammeltitel anfangs: Zeitschrift für Wissenschaft, Literatur und Kunst. — 10.1909 – 15.1914: Vierteljahresschrift für Wissenschaft, Literatur und Kunst. Vierteljahresschrift für Literatur, Wissenschaft und Kunst). Leogesellschaft, Wien.[6]
- Johann P. Kirsch, Vincenz Luksch: Illustrierte Geschichte der katholischen Kirche. Verlag der Leo-Gesellschaft, Wien 1905.[7]